# Конюшино (Ярославская область)
Коню́шино — деревня в Михайловском сельском округе Волжского сельского поселения Рыбинского района Ярославской области .

## География
Деревня расположена на правом, северном берегу реки Еда или Иода, правого притока Черёмухи, на незначительном удалении от её устья. Южнее, также в устье, но на левом берегу Иоды находится центр сельского поселения село Михайловское. На небольшом расстоянии к северу от Конюшино находится деревня Дмитриевка. Через Дмитриевку и Конюшино следует автомобильная дорога из Рыбинска на Михайловское, которая и отделяет Конюшино от устья, которое находится к западу от дороги, а деревня — к востоку. С восточной стороны к Конюшино, вверх по Иоде примыкает деревня Солыгаево. К северо-востоку от деревни на расстоянии 2—3 км следуют сельскохозяйственные угодья, за которыми проходит железнодорожная ветка Рыбинск—Ярославль .

## Геология и палеонтология
В реке Черёмухе имеются многочисленные обнажения осадочных пород. Один из двух разрезов в Ярославской области, в которых обнажаются слои среднего подъяруса келловейского яруса юрской системы. Начинается примерно в 400-500 метрах вверх от Дмитриевки по правому берегу Черёмухи и следует вплоть до Конюшино. В тёмно-серой глине келловейского яруса, зоны Kosmoceras Jason встречаются разнообразные остатки беспозвоночных. Аммониты: Kosmoceras Jason, Cadoceras и др. Белемниты: Lagonibelus beatonti, Cylindroteuthis oweni. В глинах оксфордского яруса встречаются редкие аммониты.
Другое обнажение в непосредственной близости от Конюшино находится по правому берегу Иоды в 50 м ниже моста. В тёмно-серых глинах среднего подъяруса Келловея встречаются аммониты, белемниты, двустворчатые моллюски, в верхнем подъярусе того же яруса находятся аммониты — Kosmoceras. В нижнем подъярусе оксфордского яруса, зоне Cardioceras praecordatum, в тёмно—серой глине разнообразная ископаемая фауна: аммониты, белемниты. Среди бентосных животных найдено 2 вида гастропод, 6 видов двустворчатых, один вид брахиопод, 1 вид полихет.
В среднем подъярусе оксфордского яруса, Vertebriceras densiplicatum, подзона Cardioceras popilaniense, в пепельно—серой глине встречаются полуразрушенные членики морской лилии, аммониты. В том же подъярусе, зона и подзона Vertebriceras densiplicatum и верхнем подъярусе, зоне Amoeboceras alternoides, подзона Amoeboceras ilovaiskii насыщена нскопаемой фауной: 25 видов аммонитов, белемниты, гастроподы, двустворки, брахиоподы, иглокожие, аннелиды, фораминиферы. Верхний подъярус Оксфорда, подзона Amoeboceras alternoides хранит следы активной биотурбации (ходами донных и роющих животных). В зоне Prionodoceras serratum вернего подъяруса оксфордского яруса биотурбация не выражена, все аммониты раздавлены, часто встречаются белемниты и брахиоподы .

## История
Деревня Конешина указана на плане Генерального межевания Рыбинского уезда 1792 года, рядом с ней, в самом устье рек, к западу от дороги Михайловское—Дмитриевка, показана ещё небольшая 
деревня Рыло .

## Население
| 2007 | 2010 |
| ---- | ---- |
| 89   | ↘70  |

На 1 января 2007 года в деревне числилось 89 постоянных жителей. Почтовое отделение, расположенное в селе Михайловсое, обслуживает в деревне 44 дома .